# Svobodno sonce
»Svobodno sonce« je skladba za dobrodelni projekt Slovenski Band Aid, cvetobera slovenske glasbe iz leta 1991. Avtor glasbe je Aleš Klinar, besedilo pa je napisal Dušan Velkaverh.
Pesem narejena v čast osamosvojitvi Slovenije in kot poziv k končanju vojn v tej regiji, je ves izkupiček od prodaje kaset namenila žrtvam vojne v Sloveniji in na Hrvaškem.

## Snemanje
Glasbeni aranžma je naredil Aleš Klinar, priredbo za zbor Nada Žgur. Snemanje in miks sta potekala v studiu Tivoli, skladba pa je bila izdana na istoimenskem albumu Svobodno sonce pri Velkaverhovi založbi Corona.
Posneli so tudi uradni videospot, ki ga je režiral Slavko Hren. Z vsemi izvajalci in zborom so ga posneli v ljubljanskem parku Tivoli, tudi iz zračne perspektive iz balona, ki jim je zaradi vetra povzročal preglavice.

## Sodelujoči

### Produkcija
- Aleš Klinar – glasba, aranžma
- Dušan Velkaverh – besedilo
- Nada Žgur – zborovska priredba
- Aco Razbornik – tonski snemalec

| - Helena Blagne - Janez Bončina - Benč - Ditka Haberl - Nace Junkar - Vlado Kreslin - Zoran Predin - Aleš Klinar - Vili Resnik - Barbara Šerbec - Šerbi - Alenka Pinterič - Irena Vrčkovnik - Gianni Rijavec - Oto Pestner - Anja Rupel - Matjaž Kosi (Moulin Rouge) - Alenka Šmid - Čena (Moulin Rouge) - Pero Lovšin - Simona Vodopivec (Moped šov) - Alenka Godec | - Damjana Golavšek - Dare Hering (New Swing Quartet) - Marjan Petan (New Swing Quartet) - Regina - Tomaž Kozlevčar (New Swing Quartet) - Mia Žnidarič - Irena Vidic - Marjan Bunič - Martin Žvelc - Metka Štok - Zalaznik - Marko Bitenc - Bojan Kralj - Cole Moretti - Davor Petraš | - Aleš Klinar – klavir - Marko Lebar (Mark Lemer) – solo kitara - Čarli Novak – bas kitara |  |

## Slo Band Aid
»Svobodno sonce 2021« je priredba zasedbe Slo Band Aid (drugi del projekta) od skladbe iz leta 1991. Posneta v čast ob praznovanju 30. obletnice samostojne Slovenije.
Pobudo za ponovno snemanje te skladbe pa je dal Gianni Rijavec, ki je to predlagal Klinarju na srečanju v njegovem studiu Bunker (Metro), ta je bil za.  

### Dobrodelna nota
V načrtu je tudi izdaja singel zgoščenke skupaj s skladbo »Samo milijon nas je 2021«, ves izkupiček od prodaje bo šel Zvezi prijateljev mladine.

### Snemanje
Snemanje na katerem je sodelovalo skupaj 67 glasbenikov, od tega 7 iz originale zasedbe. Snemalca sta bila Miha Gorše in Marko Bojičić. Izdano pri založbi ZPK RTV Slovenija.
V večini je snemanje potekalo v studiu Metro in Bunker (Ljubljana), zbor so snemali v studiu Grabnar (Kranj), Zuljan pa kitare v njegovem domačem studiu Rdeči gumb (Nova Gorica).

### Produkcija
- Aleš Klinar – glasba, aranžma, producent
- Dušan Velkaverh – besedilo
- Miha Gorše – aranžma, snemalec
- Marko Bojičić – tonski snemalec
- Boštjan Grabnar – tonski snemalec

| - Aleš Klinar (original zasedba) - Anja Rupel (original zasedba) - Helena Blagne (original zasedba) - Vili Resnik (original zasedba) - Irena Vrčkovnik (original zasedba) - Gianni Rijavec (original zasedba) - Alenka Godec (original zasedba) - Andrej Šifrer - Aleksander Mežek - Nuša Derenda - Omar Naber - Alenka Gotar - Bojan Cvjetičanin - Reno Čibej - Nuška Drašček - Samuel Lucas - Rok Ferengja - Tinkara Kovač - Ditka Čepin - Jože Potrebuješ - Anika Horvat - Jernej Tozon - Manca Špik - Slavko Ivančić - Lea Sirk - Wolf - Alya | - Bor Zuljan – ritem in solo kitara - Cveto Polak – bas kitara - Jure Doles – bobni - Aleš Klinar – klavir - Primož Kerštanj – zborovodja, dirigent |  |

### Videospot
28. maja 2021 je bil v oddaji Dobro jutro premierno predvajan videospot, ki ga je režiral Aljaž Bastič, direktor fotografije pa Andrej Heferle. Narejen je bil v sodelovanju z RTV Slovenija.
Snemali so ga na več lokacijah po Sloveniji kot so Rogla, Grad Strmol (Cerklje), Grad Kamen (Begunje), Sorica, Cerkniško jezero, Trška gora in Črnokalska utrdba (grad).
Za snemanje spota so porabili 36 snemalnih ur, sodelovalo je 12 članov snemalne ekipe, še več v zakulisju, skoraj 50 glasbenikov in skupaj okoli 800 prevoženih km. 
Sodelovalo je tudi 7 članov originalne zasedbe. Posneli in objavili pa so tudi 40 minutni video oziroma dokumentarec iz zakulisja snemanja videospota, tako imenovani Making Of.